# Лангри Тангпа
Лангри Тангпа (тиб. གླང་རི་ཐང་པ།, Вайли glang ri thang pa; также Лантанпа; 1054—1123) — важный буддийский наставник в школах кадам и гелуг тибетского буддизма.

## Биография
Лангри Тангпа родился в Центральном Тибете. Его личное имя — Дордже Сенге (тиб. རྡོ་རྗེ་སེང་གེ།, Вайли rdo rje seng ge), а прозвище, под которым он приобрёл широкую известность, связано с местностью Лангтанг, в которой, по имеющимся сведениям, он проживал. Получил религиозное образование в школе кадам, был учеником геше Потобы Ринченсала, а также Нэусурпы. Незадолго до смерти Потобы он дал ему клятву раздать всё своё имущество и никогда подолгу не жить в одном месте. Был известен тем, что никогда не улыбался, так как, по его словам, не мог найти ничего в сансаре, что могло бы вызвать у него улыбку. Однажды он дал торжественный обет не оставлять монашества во всех своих будущих жизнях, и, по преданию, в этот момент послышался голос мула Палден Лхамо, обещавший ему защиту.
Долгое время содержал учеников, которых всего у него было около двух тысяч, в том числе Ярлунг Шагшинпа, Шаво Ганпа Падма Жангчуб, Дулдзин из Баяга, Лунмопа Додэ, Шанцюн Ньен, Гар Шаншунгпа, Матанпа, Ньемэлпа и Кхьюнгпо Нэлджор, который считал его воплощением будды Амитабхи. Лангри Тангпа обучал их по методу Потобы — по «Пяти трактатам Майтреи» (Byams chos sde lnga) и другим текстам. Основал кадампинский монастырь Лангтанг (тиб. གླང་ཐང་, Вайли glang thang), впоследствии перешедший в школу сакья.
Лангри Тангпа является автором широко цитируемых «Восьми строф преобразования ума» (тиб. བློ་སྦྱོང་ཚིགས་བརྒྱད་མ།, Вайли blo sbyong tshigs brgyad ma), которые считаются самым концентрированным изложением махаянской практики лоджонг (тиб. བློ་སྦྱོང་, Вайли blo sbyong). Считается одним из предыдущих рождений Пабонки Дечен Ньингпо, выдающегося наставника школы гелуг XX века.

## Внешние ссылки
- «Восемь строф преобразования ума» Лангри Тангпы